# الدبلوم الاتحادي
الدبلوم الاتحادي السويسري هو دبلوم معترف به في سويسرا يصدر في المهن المحددة من قبل المكتب الاتحادي للتعليم المهني والتقني (Bundesamt für Berufsbildung und Technologie) بعد اجتياز امتحان أعلى درجة مهنية. تشكل الدبلومة المستوى الأعلى التالي للبطاقة المهنية، التي تمنحها امتحانات مهنية اتحادية. الأساس القانوني هو القانون الاتحادي للتدريب المهني (قانون التدريب المهني، BBG). يمكن لحاملي شهادة فيدرالية الحصول على اللقب المحمي (معتمد) اتحادياً (اختصاراً: eidg. Dipl.)

## وصلات خارجية
- Bundesgesetz über die Berufsbildung (Berufsbildungsgesetz, BBG)
- "المكتب الاتحادي للتدريب المهني والتقني: امتحانات مهنية وموضوعية أعلى". 11 يونيو 2017. مؤرشف من الأصل في 2012-08-24.